# Колосся під серпом твоїм
«Колосся під серпом твоїм» (біл. «Каласы пад сярпом тваім») — історичний роман Володимира Короткевича.

## Історія твору
Вперше надрукований у журналі «Полымя», 1965 року у № 2-6. Окремим виданням — 1968 року в Мінську.

За задумом роман мав містити 3 частини:
1 — частина Схід (Сяйво дня),
2 — частина -Брань,
3 — Гайвороння (Голгофа).
Тобто письменник думав написати роман, у першій частині якого хотів показати переддеднь повстання 1863-64 років, у другій — саме повстання, а в третій — його розгром. Але була написана перша книга під назвою «Початки джерел» («Выйсце крыніц»). Ця книга у виданні була поділена на 2 і так її поділяли і у виданнях російською мовою.
Має присвяту «Моїй матері. Кожній білоруській матері, — присвячую» та біблійний епіграф з Матвія. З другої книги було написано лише 2 розділи, які за життя письменника не друкувалися. Вперше — у журналі «Полымя», 1989, № 1. 2 книга має епіграф з послання Св. Павла до ефесців.
Письменник збирався закінчити твір, про що свідчать щоденникові записи.

## Художня своєрідність
Роман змальовує становлення білоруської нації, зображаючи три покоління шляхетських родини Загорських. Головним героєм є Алєсь Загорський, чиє ставновлення і розвиток змальовується від 14 до 20 років. Також змальовані шляхетські родини Раубечів та Клейни, поміщики Кроєр, Таркайли та інші, селянська сімʼя Когутів, повстанці Чорна Война та Корчак, друзі Алеся з Віленської гімназії та Петербурзького університету: Кастусь та Віктор Калиновські, Всеслав Грима, Мстислав Маєвський та інші. З історичних персонажів присутні, окрім Кастуся Калиновського, Ізмаїл Срезневський, Тарас Шевченко, Петро Валуєв, з подій: діяльність «Агулу», відміна кріпацтва та інші.
Роман містить описи білоруських обрядів, звичаїв, багато фольклорного матеріалу, зокрема легенда про біле лоша стає символічним лейтмотивом твору.
Матеріал подано у хронологічній послідовності із нечисленними часовими поверненнями (спогадами героїв чи історіями їхнього життя). Також у композиції роману присутні 3 фрагменти метанаративного характеру та вірші, які складає головний герой.

## Переклади
Роман «Колосся під серпом твоїм» неодноразово перекладався українською і російською мовами.

### Переклади українською
- Твори: у 2 т. — К.: Дніпро, 1991. Т. 2: Колосся під серпом твоїм / пер. з білорус. В. Чайковський, К. Скрипченко. — 668 с. В337921/1-2

## Цікавий факт
Роман «Колосся під серпом твоїм» — єдина книга, що була надрукована в Білорусі шрифтом Брайля.